# Helige ärkeängeln Gabriels kyrka, Katrga
Helige ärkeängeln Gabriels kyrka (serbisk kyrilliska: Црква Светог архангела Гаврила; latinska: Crkva Svetog arhangela Gavrila) är en serbisk-ortodox kyrkobyggnad belägen i byn Katrga, i staden Čačak i regionen Šumadija och västra Serbien, i Serbien.
Kyrkan är helgad åt ärkeängeln Gabriel och tillhör det serbisk-ortodoxa stiftet Žičas stift.

## Bilder

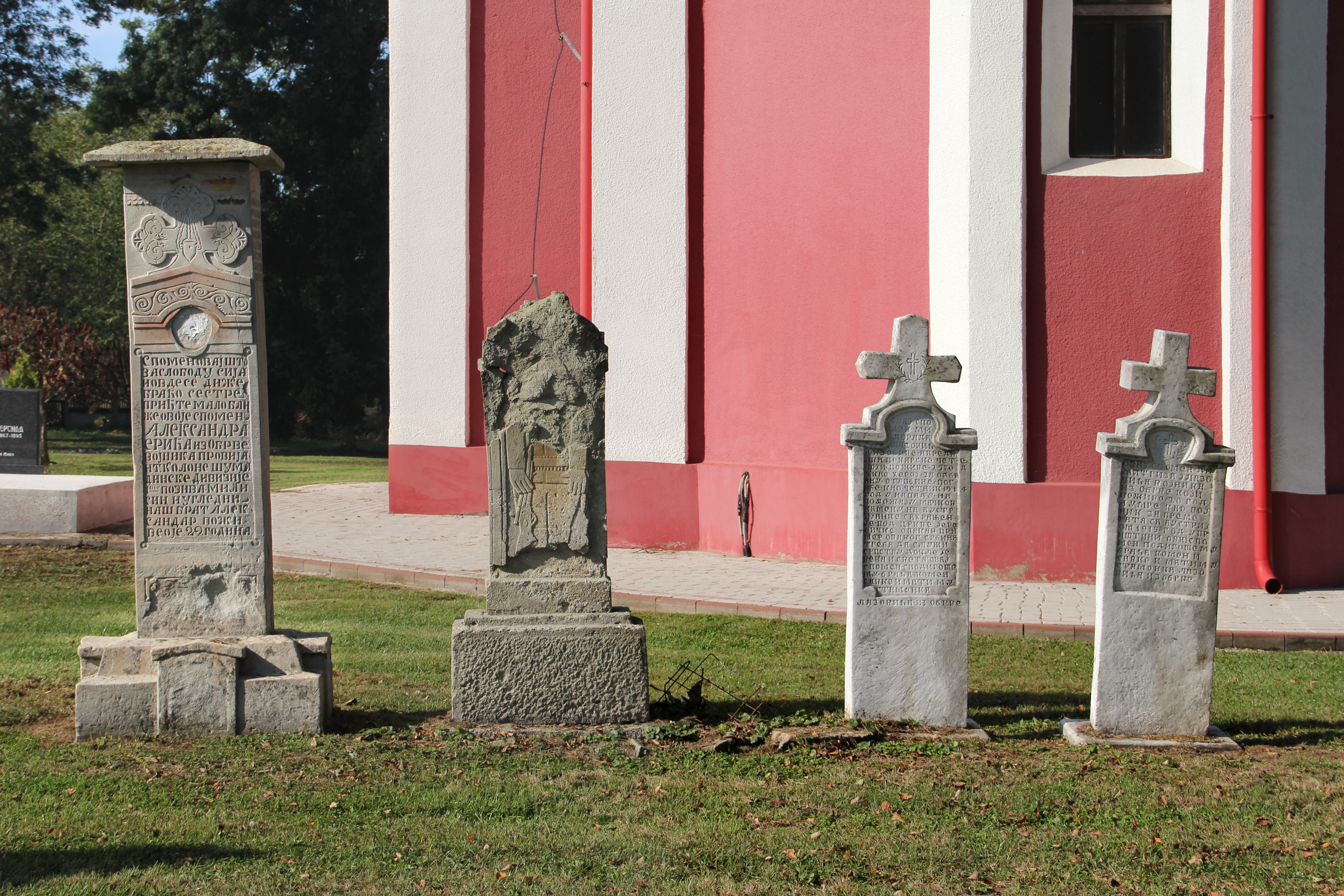
Gravar vid kyrkan.